# Der Staatsanwalt hat das Wort: Bummel-Benno
Bummel-Benno ist ein deutscher Fernsehfilm von Horst Zaeske aus dem Jahr 1966. Das kriminologische Fernsehspiel erschien als 6. Folge der Filmreihe Der Staatsanwalt hat das Wort.

## Handlung
Benno Schmidt verabscheut nichts mehr als geregelte Arbeit. Bereits seit Wochen geht er keiner anderen Beschäftigung nach als der, seine Freiheit zu genießen. Gelangweilt lungert er auf der Straße herum, schart andere labile Jugendliche um sich, belästigt Hausbewohner und Passanten. Aber es bleibt nicht beim öffentlichen Ärgernis. Da man nichts mit sich anzufangen weiß, sucht man sich die erwünschte Abwechslung und die erstrebte Bestätigung der eigenen Persönlichkeit auf eine Art und Weise zu verschaffen, die dem Staatsanwalt zum Eingreifen nötigt.

## Produktion
Bummel-Benno entstand 1966 im Zuständigkeitsbereich des DDR-Fernsehfunks, Bereich Dramatische Kunst. 
Szenenbild: Heinz-Helmut Bruder; Dramaturgin: Käthe Riemann; Kommentar: Peter Przybylski.
Das Filmmaterial ist zum größten Teil verschollen.